# Girafarig
Girafarig és una de les espècies que apareixen a la franquícia Pokémon. És de tipus normal i de tipus psíquic.
És un dels Pokémon utilitzats per Whitney, Lucian i Lyra. Morty, Pryce i Morrison també han tingut exemplars de Girafarig.
Girafarig és un dels Pokémon absents de Pokémon Crystal.
Originalment el Pokémon havia de tenir dos caps idèntics, situats a les dues extremitats del cos.

## Etimologia
El seu nom és un palíndrom amb la base giraf, que deriva de la paraula anglesa giraffe ('girafa').
El seu nom japonès, キリンリキ Kirinriki, és una paraula dotada de síl·labes palíndromes amb la base 麒麟 kirin ('girafa'). Podria també derivar de Qilin (quimera mitologia xinesa).

## Origen

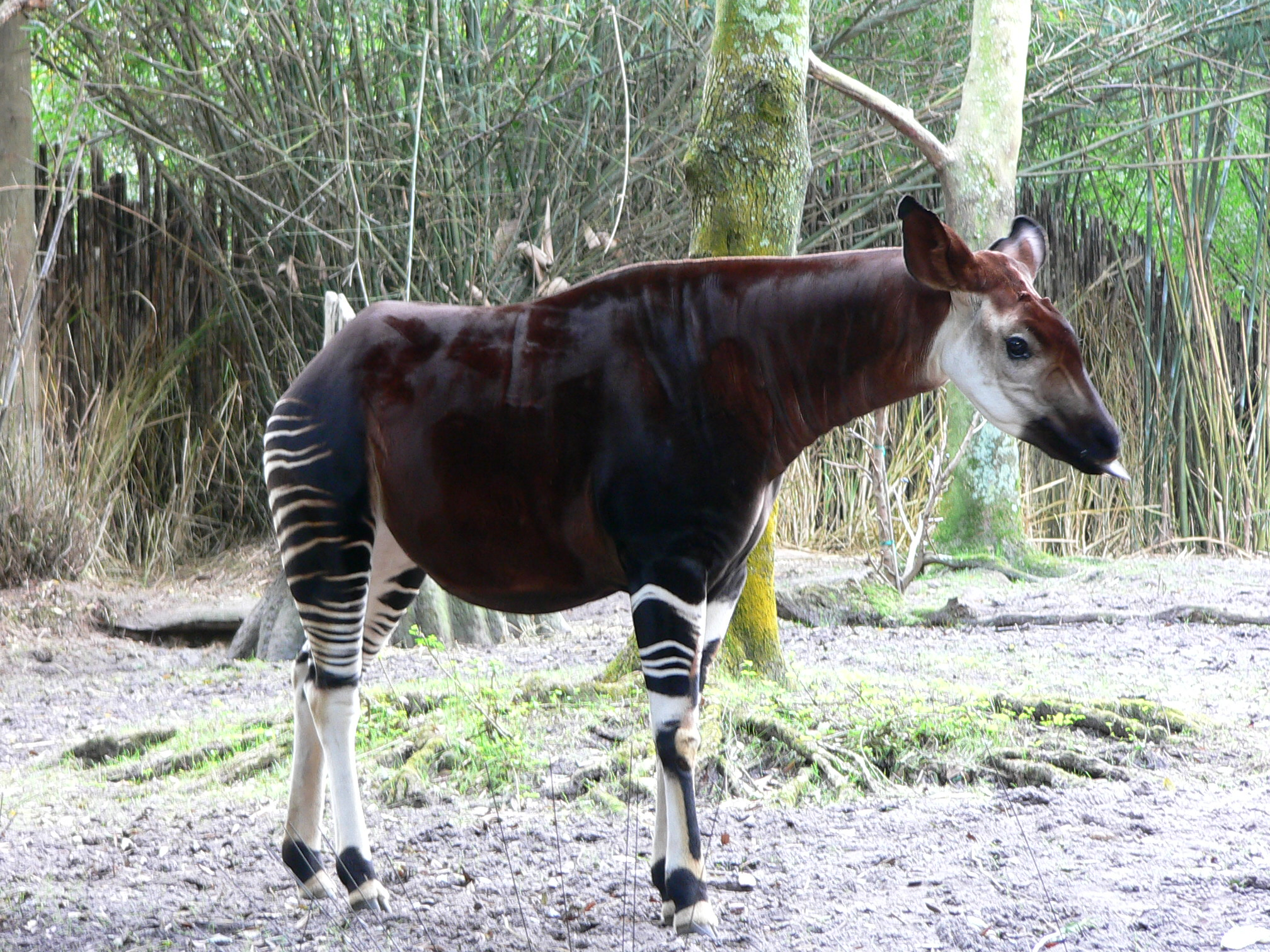
Ocapi

Girafarig es basa en l'ocapi i la girafa. Podria ser inspirat en la quimera.

## Evolucions
Aquest Pokémon no posseïa ni evolucions ni preevolucions fins a la novena generació, en la qual evoluciona a Farigiraf, que té el número de Pokédex 981.

## Pokédex[calcitació]
- Gold/LeafGreen/HeartGold/Y: Té un petit cervell a la cua. Compte! Si t'hi acostes, pot sentir la teva olor i mossegar-te.
- Silver/FireRed/SoulSilver: La cua, que també té un petit cervell, mossega pel seu compte si sent una olor seductora.
- Crystal: Quan està en perill, la cua entra en acció. Fa servir els seus poders i aconsegueix foragitar els enemics.
- Ruby: El cap posterior de Girafarig té un cervell petitíssim, que ataca només en resposta a les olors i els sons. Si t'acostes a aquest Pokémon des del darrere, hi ha el perill que et mossegui el cap posterior.
- Sapphire: El cap posterior de Girafarig conté un cervell minúscul, massa petit per pensar. Tanmateix, aquesta caparró no dorm mai, així que pot estar vigilant 24 hores al dia.
- Emerald: Girafarig és herbívor i es nodreix d'herba i brots. Quan menja, la seva cua es mou al mateix, com si també estigués mastegant i engolint.
- Diamond: Té dos cervells, un de petit també a la cua. Mossega per foragitar els enemics que s'acosten per darrere.
- Pearl/X: El cap que té a la cua vigila mentre dorm. La cua, de fet, no necessita reposar.
- Platinum/Black/White/Black2/White2: A la cua té un cap amb un petit cervell. Pot lluitar encara que tingui l'enemic al darrere.